# There Was a Crooked Man...
There Was a Crooked Man... is een Amerikaanse western uit 1970 onder regie van Joseph L. Mankiewicz. Destijds werd de film uitgebracht onder de titel Verraderlijker dan een slang.

## Verhaal
Wanneer Paris Pittman na tien jaar gevangenisleven ontsnapt, gaat hij op zoek naar zijn verborgen buit. Hij is er zich alleen niet van bewust dat hij gevolgd wordt door gevangenbewaarder Lopeman...

## Rolverdeling
| Acteur           | Personage           |
| ---------------- | ------------------- |
| Kirk Douglas     | Paris Pitman jr.    |
| Henry Fonda      | Woodward W. Lopeman |
| Hume Cronyn      | Dudley Whinner      |
| Warren Oates     | Floyd Moon          |
| Burgess Meredith | Missouri Kid        |
| John Randolph    | Cyrus McNutt        |
| Lee Grant        | Mevrouw Bullard     |
| Arthur O'Connell | Mijnheer Lomax      |
| Martin Gabel     | Francis E. LeGoff   |
| Michael Blodgett | Coy Cavendish       |
| C.K. Yang        | Ah-Ping             |
| Alan Hale jr.    | Tobaccy             |
| Victor French    | Whiskey             |
| Claudia McNeil   | Madam               |
| Bert Freed       | Skinner             |